# Жуков Олександр Петрович (рятівник)
Жуков Олександр Петрович (рятівник) (нар. 25 жовтня 1959, Комунар (нині у складі смт Нижня Кринка), Сталінська область, УРСР, СРСР) — російський військовий рятівник, полковник. Герой Російської Федерації (2001).

## Життєпис
У дитинстві разом з сім'єю переїхав в Орловську область. Закінчив Знаменську школу-інтернат, також авіаклуб ДТСАФ. Після строкової служби залишився на позастрокову укладчиком парашутів у ВПС. Закінчив екстерном військове училище, а також школу тренерів при Ленінградському інституті фізкультури імені П. Ф. Лесгафта.
З листопада 1994 по травень 1996 р. брав участь у бойових операціях першої російсько-чеченської війни в якості начальника парашутно-десантної підготовки і пошуково-рятувальної служби управління авіації Північно-Кавказського військового округу. На його рахунку декілька десятків десантувань для пошуку і рятування екіпажів збитих літаків і вертольотів, евакуації оточених груп і підрозділів російських військ, вивозу поранених з поля бою.
Майстер спорту. Здійснив понад 6500 стрибків з парашутом, освоїв усі типи парашутів, які знаходяться на забезпеченні російська армія, підготував велику кількість парашутистів. Запрошувався для випробувань нових парашутних систем, у тому числі для унікальних стрибків на супернизьких висотах.
З жовтня 1999 р. брав участь у Другій російсько-чеченській війні. 15 жовтня 1999 р. в районі станиці Сірноводська побачив групу з 11 солдатів в оточенні і провів їх евакуацію за допомогою вертольотів без втрат.

## Врятування солдат 752-го полку 3-ї дивізії[2]
30 січня 2000 р. підполковник Жуков очолив пошуково-рятувальну операцію по врятуванню оточеної розвідгрупи 752-го полку 3-ї мотострілецької дивізії. Біля населеного пункту Харсеной в Аргунській ущелині розвідники потрапили в засідку і, маючи трьох важкопоранених, відступали від переслідувачів. Жуков вивів на місце розташування групи чергову групу транспортно-бойових вертольотів Мі-8 під прикриттям ланки вертольотів вогневої підтримки Мі-24. Жуков почав рятувальну операцію, не дивлячись на те, що розвідники ведуть бій з противником, для її організації сам спустився на лебідці на землю. Але поки піднімали одного пораненого, вертоліт отримав багато пошкоджень від пострілів. Щоб не втратити вертоліт він наказав припинити операцію і почав разом із бійцями вести бій.
Група вискочила з оточення і наступного дня 31 січня знову були викликані вертольоти. Вдалося евакуювати усіх. Але на звук вертольота підійшов противник і почав обстріл. Обидва рятувальних вертольоти МІ-8 потрапили під обстріл і мало не впали. Для врятування льотчиків і розвідників дав команду на терміновий відліт вертольотів, а сам залишився на землі разом з офіцером рятувальної служби транспортного бойового вертолітного полку, капітаном Анатолієм Могутновим і розвідником сержантом Дмитром Бегленком. Разом вони хотіли прорватись з оточення, але всі троє отримали важкі поранення і потрапили в полон. У полоні Жуков знаходився 47 днів.
27 лютого 2000 р. був невдалий обмін полоненими, в ході якого відбулася перестрілка і були звільнені лиш двоє полонених.
У березні 2000 р. Жуков був доставлений у село Комсомольське. Там він разом з чеченцями потрапив в оточення, виходив з ними, йдучи попереду. Потрапив під перехресний вогонь, був поранений чотири рази і впав у канаву. Його знайшли російські солдати і відвезли у госпіталь у критичному стані.
У госпіталі його рятувало дві бригади лікарів, потім ще 8 місяців він лікувався у госпіталях. Відмовився від інвалідності, у 2001 р. зробив свій перший після поранення стрибок з парашутом.

## Подальша кар'єра
З 2001 р. Жуков проходив службу в інспекції ВПС Північно-Кавказького військового округу.
З 2003 р. полковник Жуков є начальником групи у Федеральному управлінні авіаційно-космічного пошуку і порятунку при Міністерстві оборони Російської Федерації.
Нині працює в ТОВ «НДІ Транснефть» (дочірнє товариство ПАО «ТРАНСНЕФТЬ»)

## Нагороди
- Герой Російської Федерації (7 червня 2000)
- Медаль ордена «За заслуги перед Вітчизною» II ступеня.
- Медаль «За відвагу»
- Медаль «За військову доблесть» (Міноборони Росії)
- Медаль «За миротворчу діяльність»